# Christopher Achen
Christopher H. Achen (* 1946) ist ein US-amerikanischer Politikwissenschaftler.

## Werdegang, Forschung und Lehre
Achen studierte zunächst an der University of California, Berkeley, an der er 1968 magna cum laude als Bachelor of Arts graduierte. Anschließend setzte er sein Studium an der Yale University fort, dort beendete er 1974 sein Ph.D.-Studium. Zunächst blieb er als Assistant Professor an der Hochschule, kehrte aber im folgenden Jahr nach Berkeley zurück, wo er später zum Associate Professor aufstieg. 1985 folgte der Wechsel an die University of Chicago, an der er später zum ordentlichen Professor berufen wurde. 1990 folgte er einem Ruf der University of Michigan, an der er bis 2003 lehrte und forschte. 2004 ging er an die Princeton University, an der er seit 2005 den Roger-Williams-Straus-Lehrstuhl für Sozialwissenschaften besetzt.
Mitte der 1980er Jahre war Achen Herausgeber des Periodikums Political Methodology, zudem war er zeitweise Teil der Redaktionsteams der Zeitschriften Journal of Conflict Resolution, American Political Science Review, Political Analysis, Journal of Politics sowie International Studies Quarterly. Er ist seit 1995 Fellow der American Academy of Arts and Sciences. Er war Gründungsvorsitzender der Sektion für empirische Politikforschung der American Political Science Association. 2007 wurde er von der Vereinigung für sein Lebenswerk ausgezeichnet.
Achens Arbeitsschwerpunkte liegen im Bereich der Demokratietheorie und der Untersuchung des politischen Verhaltens, dabei gilt er als einer der führenden Köpfe der empirischen Politikforschung. Intensiv setzte er sich mit Wahlforschung und ökonometrischen Einflussfaktoren auf das Wahlverhalten auseinander.

## Werke
- mit Larry M. Bartels: Democracy for Realists: Why Elections Do Not Produce Responsive Government. Princeton University Press, Princeton 2016, ISBN 978-0-691-16944-6.